# Скупий (фільм, 1980)
«Скупий» — французька кінокомедія, екранізація одноіменної п'єси Мольєра.

## Сюжет
Гарпагон (Луї де Фюнес) — людина достатньо багата, але відома своєю хворобливою скупістю. Свій капітал — скриню золотих монет, він закопав у своєму саду і суворо слідкує за тим, щоби його скарб не був знайдений кимось із домочадців. Від його скупості страждають не тільки його слуги, які вимушені носити лахміття і працювати за двох, але також його діти. Свою доньку Елізу він збирається видати заміж за старого багатія Ансельма тільки через те, що він готовий відмовитись від приданого. Для сина Клеанта він підшукав як дружину немолоду вдову. Тим часом серця молодих людей вже належить іншим: Еліза кохає Валера, нащадка відомого роду, який колись врятував їй життя і, покохав її, найнявся керуючим до її батька, приховавши своє походження. Клеант закоханий в юну Маріану, небагату дівчину, що живе разом із матір'ю. Не надіючись на розуміння батька, діти Гарпагона вирішують влаштувати свою долю самі, без його згоди. Еліза таємно заручається з Валером, а Клеант вирішує позичити гроші у лихваря, щоби одружитись на Маріані, але раптом виявляється, що Гарпагон сам має намір одружитися із нею і вже доручив свасі домовитись із матір'ю дівчини. Ситуацію рятує слуга Клеанта — Ляфлеш, який знаходить скриню Гарпагона і переховує її, щоби змусити скупого одружити сина з Маріаною.

## У ролях
- Луї де Фюнес — Гарпагон
- Франк Кабот — Клеант
- Ерве Беллон — Валер
- Анн Кодрі — Маріанна
- Жорж Одубер — Ансельм
- Мішель Галабрю — Жак, кухар та кучер Гарпагона
- Клод Жансак — Фросін
- Гі Гроссо — Бриндавуан

## Цікаві факти
- Цей фільм — перша й остання режисерська робота Луї де Фюнеса. Допомагав великому комікові в режисерській справі його найкращий друг — кінорежисер Жан Жиро. Також де Фюнес є одним зі сценаристів фільму.
- Ідею цього фільму Луї де Фюнес виношував давно, аж з п'ятдесятих років. Тоді йому запропонували зіграти Гарпагона в одному з театрів. Відтоді він загорівся бажанням екранізувати «Скупого».
- Луї де Фюнес у житті сам досить часто проявляв диктаторські замашки і був досить економним. Його сини вважали, що економність де Фюнеса — звичайна жадібність. 47-річний син де Фюнеса — Олів'є розповідав про свого батька: «Мій батько був надзвичайно скупий. Якось він примусив мене поміняти куплені мною спортивні черевики на дешевші, вважаючи, що вони занадто дорогі. Він ніколи не вітав зі святами мою маму і нічого не дарував їй на річницю весілля і дні народження. Батько постійно носив при собі на поясному ремені велику зв'язку ключів від усіх шаф, дверей та ящиків, на яких, де тільки можна, були замки. Він прискіпливо перевіряв кожний рахунок. Шість разів він змушував мене пробуватись у кіно, а коли я заявив, що хочу бути пілотом, став влаштовувати страшні скандали. Словом, у сім'ї він був справжнім тираном».[1]